# Musée maritime d'Australie du Sud
Le musée maritime d'Australie du Sud (en anglais : South Australian Maritime Museum) est un musée du gouvernement de l'État, qui fait partie du History Trust of South Australia (en). Le musée a ouvert ses portes en 1986 dans une collection de bâtiments historiques au cœur de Port Adélaïde, le premier quartier patrimonial d'Australie du Sud.

## Historique

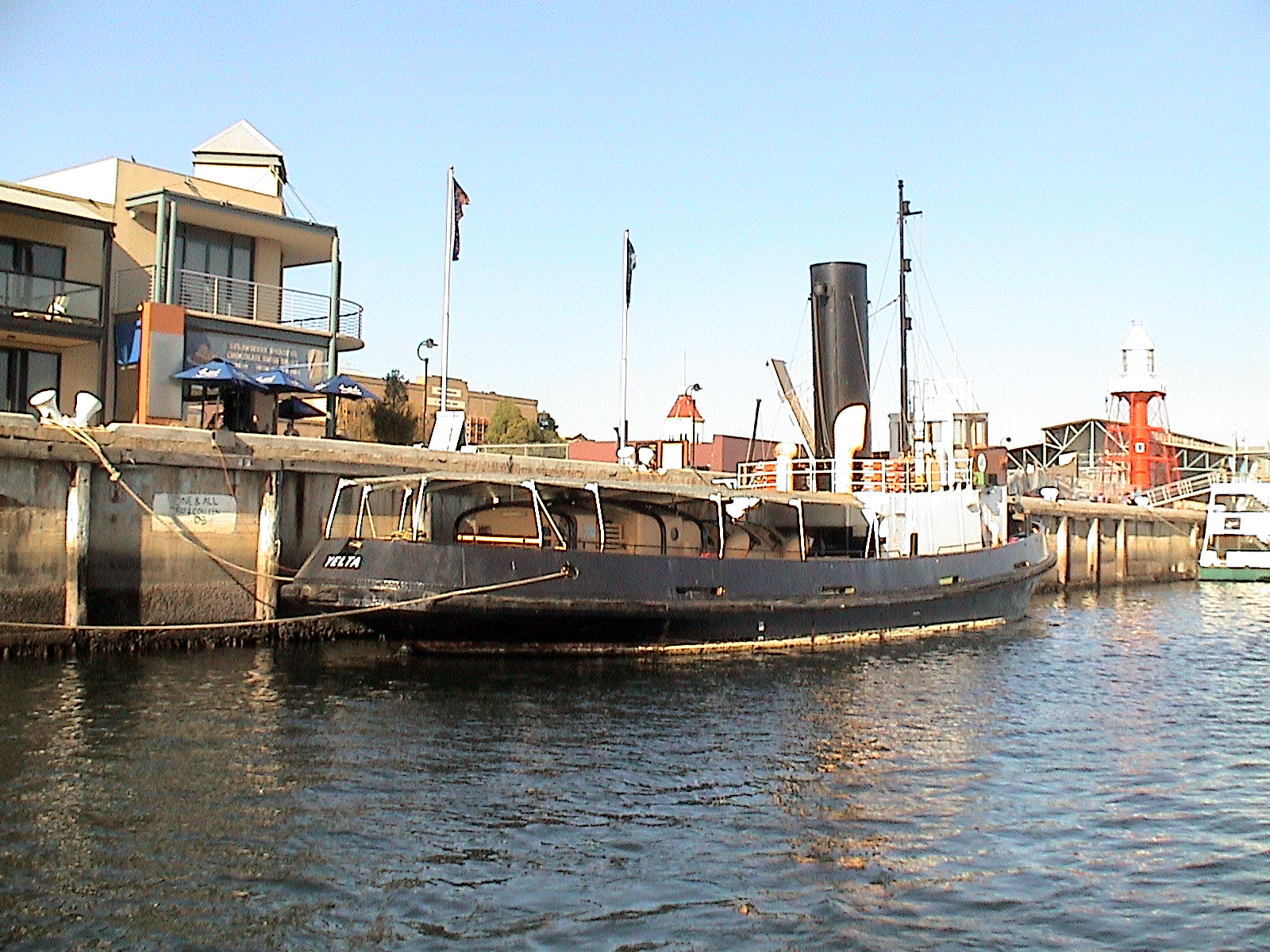
remorqueur S.T. Yelta

Le musée, construit dans les années 18850, présente des expositions dans deux annexes en pierre attenantes. Il offre aux visiteurs l'opportunité de grimper au phare de Port Adélaïde qui a été construit en 1869 et se trouvait à l'origine à l'entrée de la rivière Port. Des croisières sont prévues pour les groupes scolaires sur le Archie Badenoch (construit en 1942) et périodiquement pour le public dans le remorqueur à vapeur Yelta (construit en 1949). Le musée présente un programme actif d'expositions temporaires, de visites du musée et de la station de quarantaine de l'île de Torrens, spectacles de vacances, programmes scolaires et événements, y compris les dîners historiques, la musique et le théâtre. Il a la réputation d'être un musée interactif qui offre une programmation imaginative.

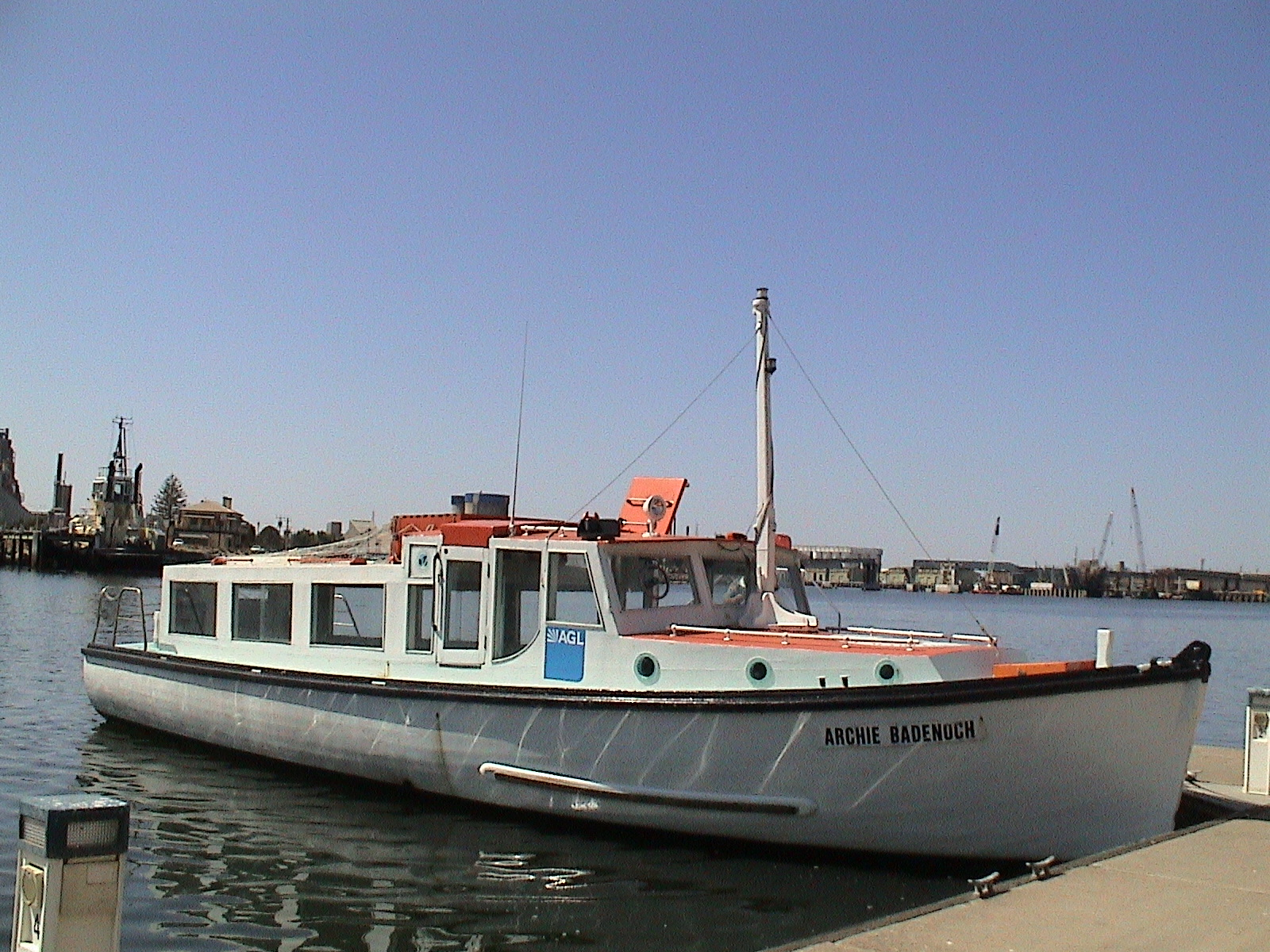
Le Archie Badenoch

Les expositions portent sur l'exploration de la côte sud et les voyages de Matthew Flinders et Nicolas Baudin, les expériences d'immigrants venus en Australie dans les années 1830, 1910 et 1950, la santé et la médecine en mer, la marine coloniale de l'Australie du Sud du XIXe siècle, les guerres mondiales du XXe siècle, les ketchs de la Mosquito Fleet qui ont servi les ports du sud, la vie portuaire et l'écologie de l'Adelaide Dolphin Sanctuary (en).
Aujourd'hui, la collection du Musée comprend plus de 20 000 objets de la vie quotidienne. La collection comprend le coffre de voyage du capitaine James Cook, la plaque que Matthew Flinders a laissée à Memory Cove en 1802 pour pleurer la perte de marins, le trophée remporté par Hilda Harvey pour le Swim Through the Port de 1930 et les bottes qui appartenaient autrefois au skipper Skug Cutler. La marine coloniale de l'Australie-Méridionale est une autre force, y compris le contingent qui a emmené le NCSM Protector à la révolte des Boxers en 1900. Le musée conserve 17 figures de proue, la plus grande collection d'Australie, la plus ancienne étant celle du Ville de Bourdeaux, construit en 1836. Le musée détient de très belles collections de maillots de bain vintage, matériel de l'Adelaide Steamship Company (en). Il détient également une vaste collection d'archéologie maritime qui lui a été transférée par l'Unité du patrimoine du gouvernement australien du Sud.

## Navires
Le musée maritime propose des croisières sur deux navires : les remorqueurs à vapeur S.T. Yelta et Fearless, le bateau de travail de la marine Archie Badenoch. Les navires les plus anciens de la collection sont le ketch à bois Annie Watt qui a été construit en 1870 et le cargo à voiles MV Nelcebee. La collection comprend également les dériveurs de championnat de Sir James Hardy, des cotres de pêche et une baleinière.

## Galerie

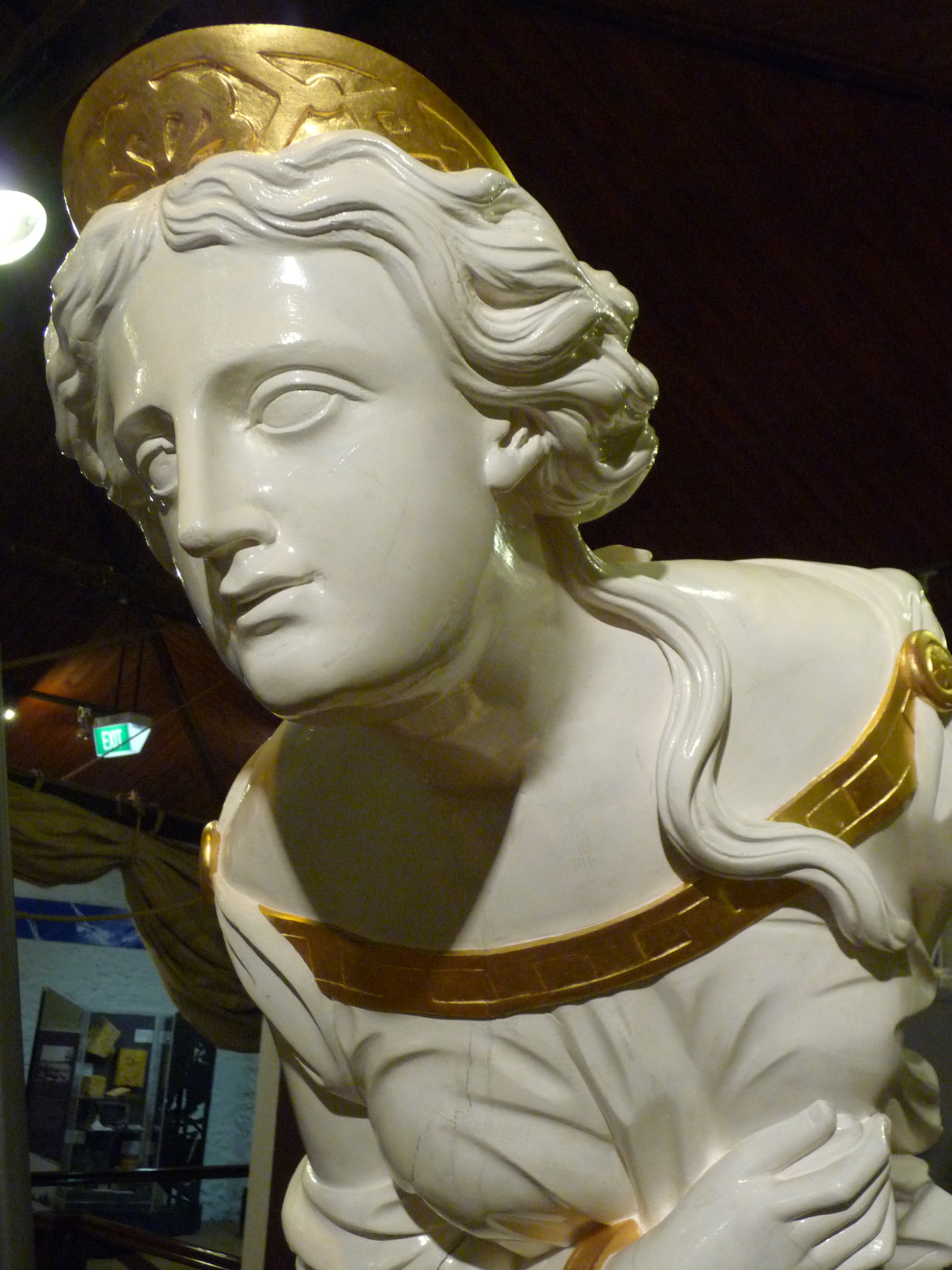
Figure de proue
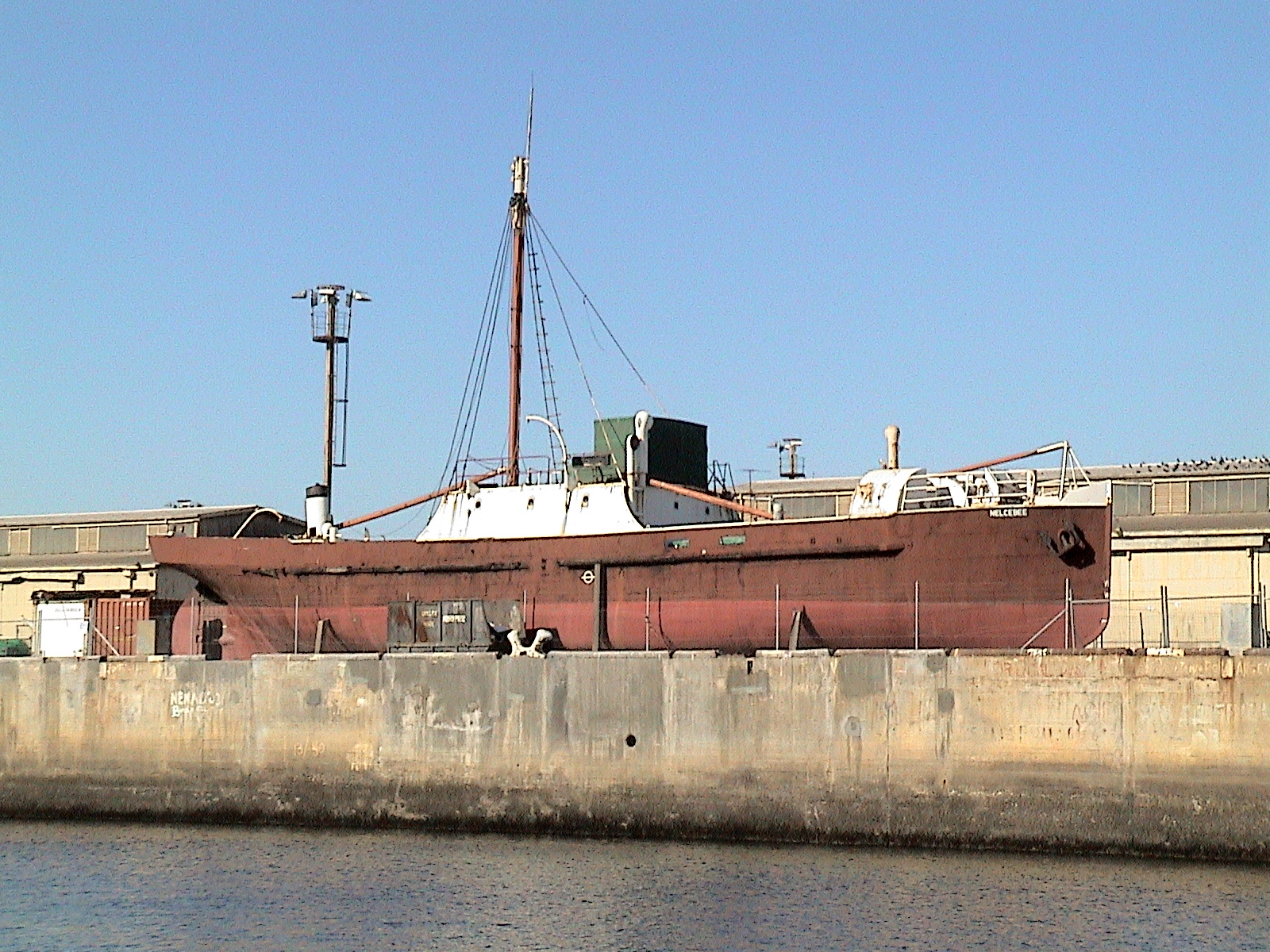
MV Nelcebee
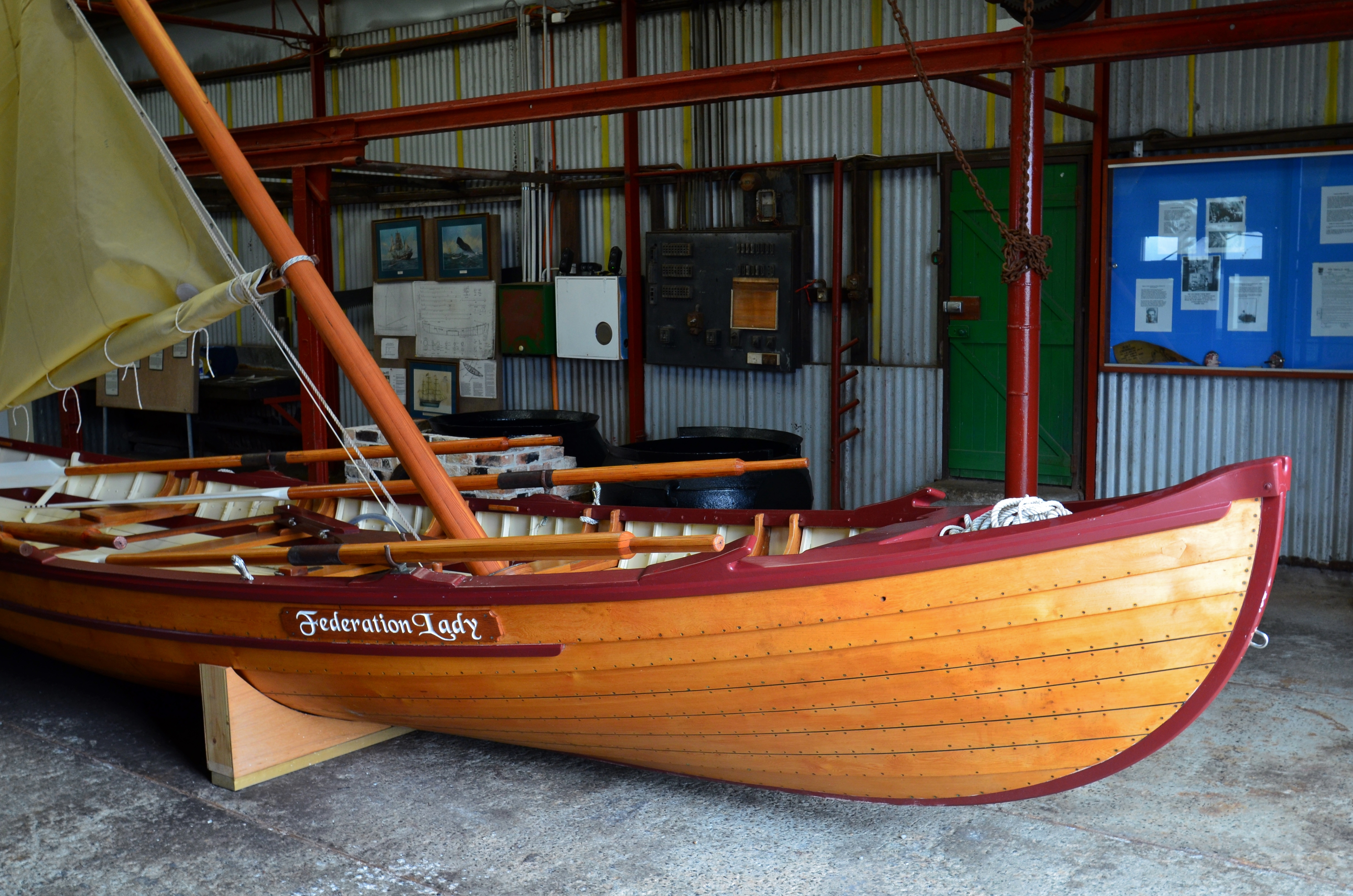
Baleinière
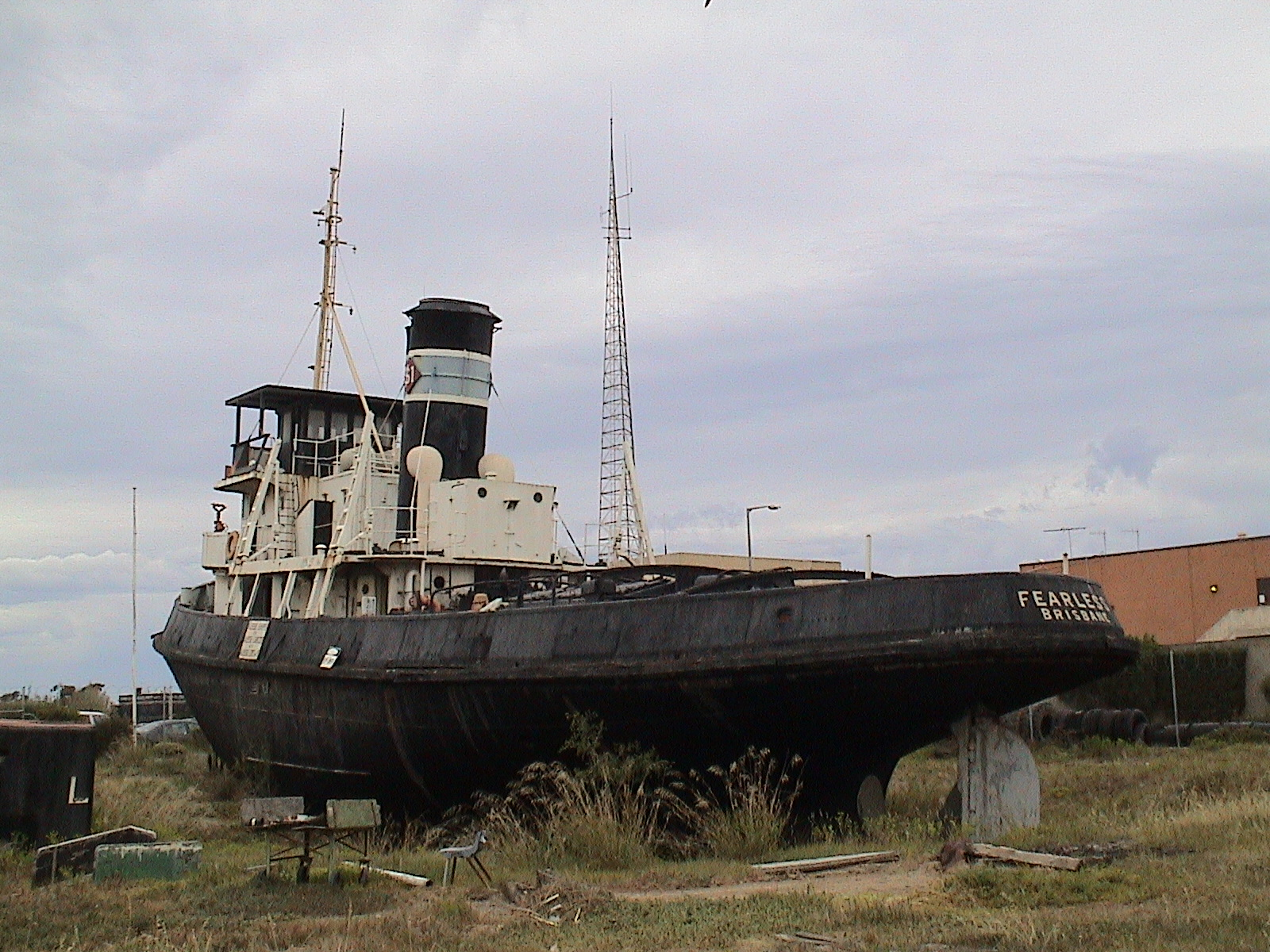
Remorqueur Fearless